# Diocesi di Eleuteropoli di Palestina

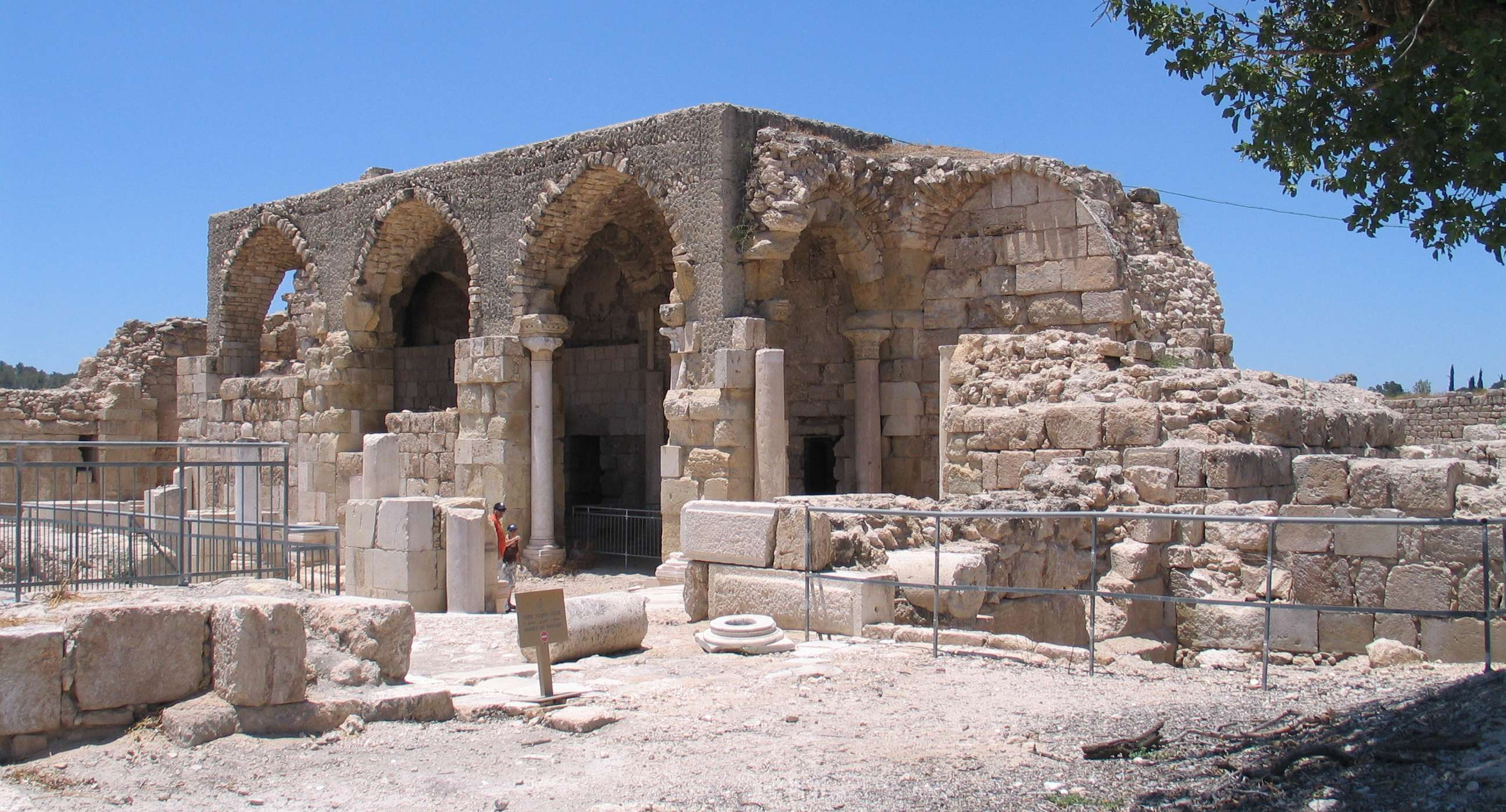
Resti della chiesa crociata di Beyt Govrin.

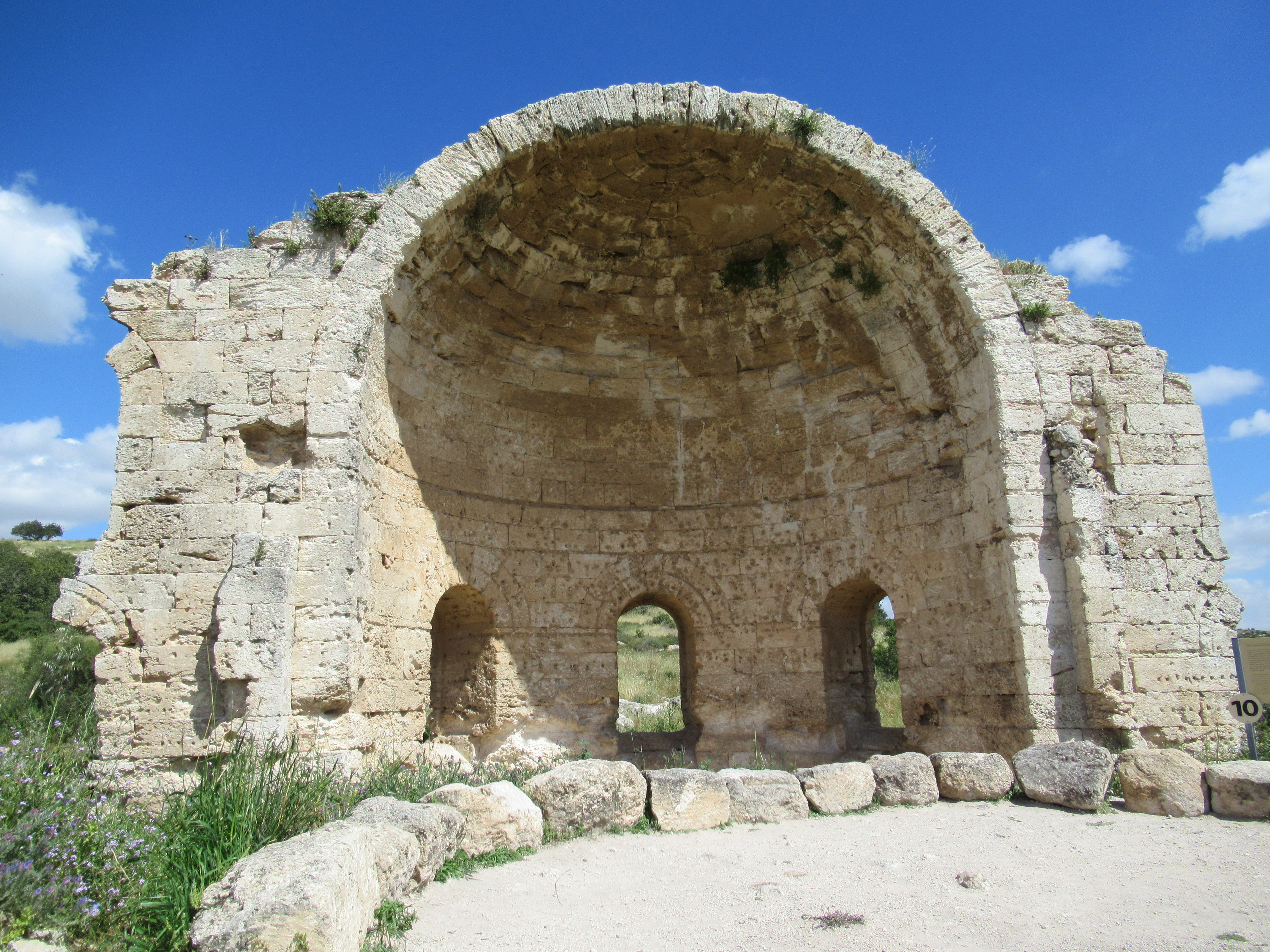
Resti della chiesa di Sant'Anna.

La diocesi di Eleuteropoli di Palestina (in latino Dioecesis Eleutheropolitana in Palaestina) è una sede soppressa del patriarcato di Gerusalemme e una sede titolare della Chiesa cattolica.

## Storia
Eleuteropoli di Palestina, il cui sito archeologico si trova oggi nei pressi del kibbutz di Beit Guvrin (l'antico villaggio arabo di Beit Jibrin) in Israele, è un'antica sede vescovile della provincia romana della Palestina Prima nella diocesi civile d'Oriente. Faceva parte del patriarcato di Gerusalemme ed era suffraganea dell'arcidiocesi di Cesarea.
Il cristianesimo dovette prosperare ben presto nella città, importante snodo viario tra Gerusalemme e Gaza. Fonti tradizionali attribuiscono l'evangelizzazione di Eleuteropoli all'apostolo Simone, che vi consacrò come vescovo Giuseppe il Giusto, uno dei 72 discepoli citati nei Vangeli; oppure a Anania, che battezzò san Paolo, oppure ancora a Giunia, menzionato nella lettera ai Romani (16,7).
Primo vescovo conosciuto di Eleuteropoli è Massimo, che prese parte al concilio di Nicea del 325. Il vescovo Aezio è documentato in due occasioni, al concilio di Antiochia nel 341 e a quello di Sardica del 343/344. Le Quien pone, dopo Aezio, il vescovo Teofilo, che in epoca imprecisata prima del 359, fu trasferito alla diocesi di Castabala, secondo quanto racconta Sozomeno. Eutichio fu presente al concilio di Seleucia del 359 e a quello di Antiochia del 363. Turbo fu vescovo all'epoca dell'imperatore Teodosio I (379-395). Zebenno era già vescovo di Eleuteropoli negli ultimi anni di impero di Teodosio e lo era ancora nel 415, quando prese parte al concilio di Diospoli. Gregorio prese parte al concilio di Gerusalemme del 518 e sottoscrisse la petizione indirizzata dai vescovi della Palestina al patriarca Giovanni II di Costantinopoli perché prendesse le distanze da Severo di Antiochia. L'ultimo vescovo conosciuto dalle fonti letterarie è Anastasio, che prese parte al concilio di Gerusalemme del 536 presieduto dal patriarca Pietro.
Le scoperte archeologiche hanno portato alla luce diverse iscrizioni mosaicate nei dintorni di Eleuteropoli, dove sono documentati alcuni vescovi, attribuiti alla sede di Eleuteropoli: Teodoro I (Khirbet Yattir, V secolo), Giovanni (Khirbet 'Anab, seconda metà del VI secolo), e Zaccaria (Khirbet Tawas, VII secolo). A questi vescovi Fedalto e Di Segni aggiungono anche Obodiano, la cui iscrizione tuttavia lo identifica come un semplice prete. Di un altro vescovo di nome Teodoro resta un'iscrizione, redatta in occasione del restauro di una chiesa, avvenuto nel 583.
Eleuteropoli era la patria di Epifanio di Salamina, che dotò la sua città natale di diversi monasteri. Tra questi sono noti il monastero maschile di San Tommaso e quello femminile di Santa Susanna.
Nel 638 la città fu occupata dagli Arabi. Di quest'epoca il Martirologio Romano ricorda, il 17 dicembre, il martirio 50 soldati, che difendevano la città di Gaza contro gli assalitori musulmani.
Nel 1134 la città fu occupata dai Crociati, che restaurarono la città. A questo periodo risalgono diverse strutture nel sito archeologico di Eleuteropoli, tra le quali figura in particolare la chiesa di San Giovanni.
Dal XVIII secolo Eleuteropoli di Palestina è annoverata tra le sedi vescovili titolari della Chiesa cattolica; la sede è vacante dal 15 novembre 1966.

## Cronotassi

### Vescovi greci
- Massimo † (menzionato nel 325)
- Aezio † (prima del 341 - dopo il 343/344)
- Teofilo † (? - prima del 359 nominato vescovo di Castabala)
- Eutichio † (prima del 359 - dopo il 363)
- Turbo † (circa 379/390)
- Zebenno † (circa 393 - dopo il 415)
- Teodoro I † (V secolo)
- Gregorio † (menzionato nel 518)
- Anastasio † (menzionato nel 536)
- Teodoro II † (menzionato nel 583)
- Obodiano ? † (seconda metà del VI secolo)
- Giovanni † (seconda metà del VI secolo)
- Zaccaria † (VII secolo)

### Vescovi titolari latini
- Johannes Werner von Veyder † (12 novembre 1703 - 30 ottobre 1723 deceduto)
- Jean François Fouquet, S.I. † (21 marzo 1725 - 14 marzo 1741 deceduto)
- James Murphy † (8 maggio 1798 - 3 novembre 1801 succeduto vescovo di Clogher)
- Franciszek Lewiński † (3 luglio 1826 - 15 luglio 1854 deceduto)[12]
- Eustachio Vito Modesto Zanoli, O.F.M.Ref. † (7 agosto 1857 - 17 maggio 1883 deceduto)
- Théodore-Herman Rutjes, C.I.C.M. † (11 dicembre 1883 - 4 agosto 1896 deceduto)
- Bolesław Hieronim Kłopotowski † (2 agosto 1897 - 14 dicembre 1899 nominato vescovo di Luc'k e Žytomyr)
- František Borgia Krásl † (27 luglio 1901 - 27 luglio 1907 deceduto)
- Paul-Eugène Roy † (8 aprile 1908 - 26 giugno 1914 nominato arcivescovo titolare di Seleucia Pieria)
- Nicolás de Carlo † (2 agosto 1918 - 1º agosto 1940 nominato vescovo di Resistencia)
- Michel Thomas Verhoeks, C.M. † (16 ottobre 1941 - 8 maggio 1952 deceduto)
- Giuseppe de Nardis † (1º aprile 1953 - 18 dicembre 1956 deceduto)
- Alfred Matthew Stemper, M.S.C. † (5 luglio 1957 - 15 novembre 1966 nominato vescovo di Kavieng)